# Istituto Pierre Richet
L'Istituto Pierre Richet è un centro di ricerca e formazione in Costa d'Avorio, specializzato in malattie tropicali trasmesse da vettori. Le sue attività si concentrano sulla malattia del sonno, la malaria e le malattie infettive emergenti, nonché sugli insetti che sono vettori di queste malattie. L'istituto si trova a Bouaké, nella regione centrale della Costa d'Avorio. Storicamente dedicata alla ricerca entomologica nella lotta contro l'oncocercosi, tale linea di studio ha lasciato il posto a nuove aree da quando il controllo della malattia è migliorato.

## Posizione
L'Istituto Pierre Richet è stato unificato dal 2001 all'Istituto Nazionale di Sanità Pubblica della Costa d'Avorio, sotto la supervisione del Ministero della Salute e della Lotta all'AIDS. Dal 2018 è diretto dal direttore Dramane Kaba. L'istituto è situato nelle immediate vicinanze del centro ospedaliero dell'Università di Bouaké.

## Organizzazione

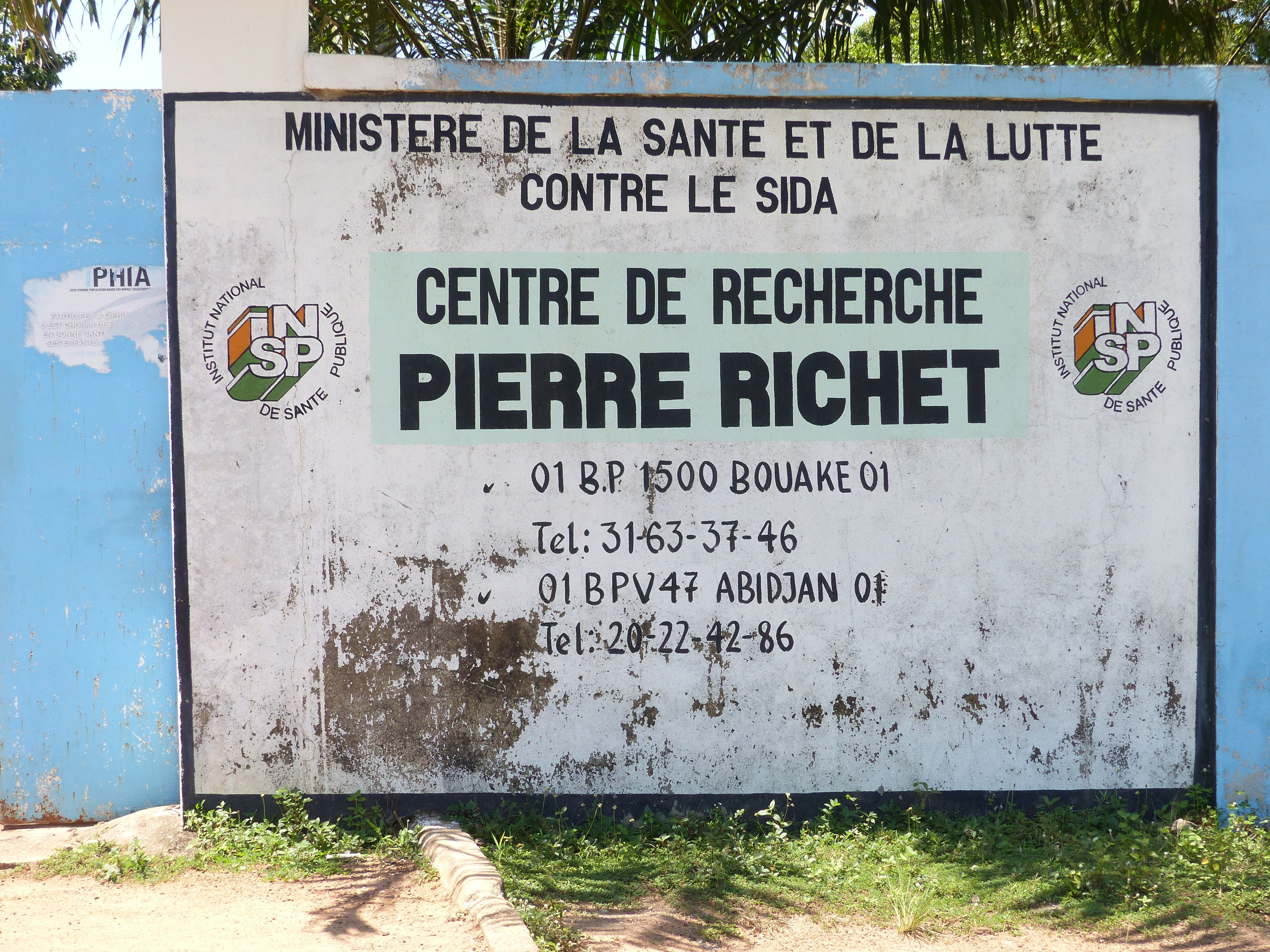
Targa sulla facciata dell'Istituto

L'Istituto Pierre Richet comprende tre unità unità di ricerca e controllo:
- Unità mosche tse tse e tripanosomiasi umana africana
- Unità Anopheles e malaria
- Unità Malattie emergenti e riemergenti